# سوزوکی سادایو
سوزوکی سادایو (به ژاپنی: 鈴木重意 Suzuki Shigeoki); ۱ ژانویهٔ ۱۵۱۱ – ۱ ژانویهٔ ۱۵۸۵) رهبر برجسته و مشهور سایکا شو در طول سال‌های آخر دوره سنگوکو بود.
او همچنین به عنوان سوزوکی سادایو، و یکی از مردانی که از نام مستعار سوزوکی ماگوایچی استفاده می‌کرد، یاد می‌شد.